# Platinotipija
Platinotipija je fotografski postupak,koji je 1873. otkrio te 1878. patentirao William Willis.Postupak je bio omiljena tehnika piktorijalista između 1880. i 1914.godine.

## Postupak
Postupak je zasnovan na Herschelovom otkriću svjetloosjetljivosti platina klorida,1832. godine.
Za izradu je korišten papir natopljen oksalnom kiselinom, željeznim(III)kloridom i platina kloridom, te potom osušen. Takopripremljen papir zatim je osvijetljen pod negativom. Rezultat je slabo vidljiva slika, koja po uronjavanju u otopinu kalijevog oksalata (koji još sadrži i malu količininu soli platine), postaje normalno vidljiva. Slijedi još ispiranje vodom, te močenje u otopini kalijevog karbonata i kalijevog oksalata te na kraju sušenje. Postupak daje slike izrazite trajnosti. Zbog skupoće platine često su umjesto nje rabljene soli paladija.

## Vanjske poveznice
- http://www.muenzberg.symmedia.net/ptbasis.htm  Arhivirana inačica izvorne stranice od 20. kolovoza 2008. (Wayback Machine)
- www.muenzberg.symmedia.net/INDEX.PDF  Arhivirana inačica izvorne stranice od 20. kolovoza 2008. (Wayback Machine) PROF. DIETHER MÜNZBERG: Platindruck 1995 PDF-knjiga (191 Stranica 1,17 MB)
- A Guide to Platinum Printing
- The Platinotype process  Arhivirana inačica izvorne stranice od 29. travnja 2009. (Wayback Machine)
- “Platinotype”, by Captain Pizzighelli and Baron A. Hubl, Reprinted from the "Photographic Journal", 1883
- Platinotype: Its Preparation and Manipulation(1898.)